# Nico Assumpção
Nico Assumpção, nome artístico de Antônio Álvaro Assumpção Neto, (São Paulo, 13 de agosto de 1954 — Rio de Janeiro, 20 de janeiro de 2001) foi um contrabaixista brasileiro.

## Biografia
Tocava seu instrumento desde os dezesseis anos. Foi aluno de Amilton Godoy e Luis Chaves (Zimbo Trio) no CLAM, escola em que também foi professor por dois anos.
Em 1976, aos 22 anos, mudou-se para Nova Iorque a fim de aprofundar seus estudos, e passou a integrar o grupo do pianista Don Salvador e do saxofonista Charlie Rouse, o que lhe abriu as portas para tocar com alguns dos mais importantes músicos de Jazz, tais como Fred Hersh, Larry Willis, John Hicks, Steve Slagle e Victor Lewis.
De volta ao Brasil em 1981, lançou o primeiro disco brasileiro de contrabaixo solo (Nico Assumpção - Selo Independente) e, a partir de 1982, já morando no Rio de Janeiro, tornou-se um dos músicos mais requisitados tanto ao vivo quanto em estúdios, participando na gravação de mais de 400 discos, e num sem número de shows.
Entre suas atuações mais significativas no panorama fonográfico brasileiro, destacam-se discos de Baby do Brasil, Milton Nascimento, João Bosco, Gilberto Gil, Caetano Veloso, Wagner Tiso, César Camargo Mariano, Nelson Faria, Ricardo Silveira, Gal Costa, Hélio Delmiro, Maria Bethania, Márcio Montarroyos, Raphael Rabello, Edu Lobo, Léo Gandelman, Toninho Horta e Victor Biglione.
No cenário internacional, Nico tocou e gravou com alguns dos mais expressivos e reconhecidos artistas, entre eles: Kenny Barron, Billy Cobham, Larry Coryell, Joe Diorio, Eliane Elias, Ronnie Foster, Frank Gambale, Joe Henderson, Lee Konitz, Michel Legrand, Harvey Mason, Pat Metheny, Airto Moreira, Flora Purim, Ernie Watts, Sadao Watanabe e Phil Woods.
O baixista faleceu aos 46 anos, vítima de câncer.